# ロバート・ウィリアム・フィッシャー
ロバート・ウィリアム・フィッシャー（Robert William Fisher、1961年4月13日 - ）は、アメリカ合衆国の逃亡犯。
妻と2人の子供を殺害し、自宅を爆破したとされる。フィッシャーは2002年6月29日以来、FBI10大最重要指名手配に含まれる逃亡者数475としてFBIに指名手配されていたが、リスト入りから20年が経過し、居場所の特定や逮捕に繋がらなかったため、最重要指名手配の対象からは外された。

## 背景
フィッシャーはニューヨークに生まれ、それまで外科技士、呼吸器治療士、消防士などとして働いており、事件当時はアリゾナ州スコッツデールに住んでいた。彼はスコッツデール・バプテスト教会の熱心な信者であったが、妻のメアリーとは異なり、殺人の数ヶ月前には教会の活動から離れ始めていた。1998年、フィッシャーは結婚のカウンセリングを受けるために教会の上級牧師に会った。フィッシャーは同僚に、マッサージ室で出会った売春婦との1晩の不倫を話した。彼は、2000年12月に数日間患ったのは、売春婦との性交が原因の尿路感染症であることをメアリーに知られることを恐れていた。
フィッシャーは狩猟のパートナーに、「家族なしでは生きていけない」という理由で、信仰と結婚への取り組みを新たにしていると語り、おそらく離婚ではなく自殺を考えていることを示唆した。心理学者によると、10代の間に離婚によってトラウマを被った個人にとって、喪失に対する強い恐怖は珍しいことではないという。彼女の死の数週間前に、メアリーは数人の友人に夫と離婚することを伝えていた。隣人は、家が爆発する約10時間前に、大きな口論する声を聞いたと証言している
。

## 殺人と放火
妻子に対する殺人は2001年4月9日の午後9時半から10時15分の間に行われたと考えられており、メアリーは後頭部を銃で撃たれ、2人の息子の首は耳から耳へと切り裂かれていた。その後にフィッシャーは妻の車（トヨタのハイラックスサーフ）で逃亡した。
翌朝の8時42分頃、フィッシャーの家から火の手が上がり、消防士はすぐに家の爆発を警戒した。これはレンガの壁を崩壊させ、周囲の家を全方向に800メートルにわたって揺らすのに十分な強さだった。消防士は高さ20フィート（6m）の炎が他の家に延焼するのを防いだ。何度かの小爆発（ライフルの弾薬又はペイント缶のいずれかが原因と考えられている）により消防士は火元から距離を取ることを余儀なくされた。消防士１人がバランスを失い、足に軽傷を負った。
フィッシャーの逃亡後に家から火の手が上がった理由については、暖炉の裏のガス管が抜かれており、フィッシャーが火をつけたまま残していったと思われる蝋燭にガスが引火して爆発が発生したと考えられており、証拠隠滅及び逃亡するための時間稼ぎを目的としたものと当局は推測している。

## 逃亡
4月14日にはアリゾナ州の治安当局から重要参考人としてマークされ、逮捕状が請求されている。4月20日には逃亡に使用されたハイラックスサーフが犯行現場であるスコッツデールの160キロ北で発見された。車の中にはオークランド・レイダースのキャップが残されており、フィッシャーが逃亡時に現金を引き出す際に監視カメラに映っていたものと一致した。治安当局は車の周り及び周辺の洞窟を捜索したが、フィッシャーにつながる手掛かりを見つけることはできなかった。